# Picunche
Die Picunche, auch Pikunches, sind ein indigenes Volk in Chile und Argentinien, welches zur Gruppe der Mapuche-Indianer gehört.
Die Picunche leben hauptsächlich zwischen dem Río Choapa und Río Itata. Sie werden auch als Volk des Nordens bezeichnet.

## Geschichte
Um 1535 lebten ca. 220.000 Picunche im Gebiet zwischen dem Río Choapa und Río Itata. Bereits die Inkas versklavten die Picunche als Fronarbeiter.
Die Picunche leisteten, da sie Fremdherrschaft gewohnt waren, gegenüber der spanischen Kolonisation wenig Gegenwehr im Gegensatz zu den erfolgreicheren Mapuche. Die Spanier setzen viele Picunche in den Bergwerken ein, die Mestization eines Großteils der Picunche verlief relativ rasch, sodass sie bereits Ende des 17. Jahrhunderts als assimiliert galten.
Das Gebiet um Santiago de Chile wurde auch von Picunche bewohnt und ab 1540 durch den spanischen Konquistador Pedro de Valdivia gegen heftigen Widerstand kolonisiert.

Verteilung der pre-hispanischen Völker Chiles

## Soziale Struktur
Die Picunche lebten in kleinen Dörfern mit im Schnitt 300 Personen, deren Basis die Familie bildet. Höchste Autorität der Familie war der Vater, gefolgt vom ältesten Sohn usw. Im Kriegsfall wurden die Dörfer von einem Kaziken geleitet. Die Dörfer bestanden aus Holzhäusern. Ihre Sprache ist ein Dialekt des Mapudungun oder Chilidengu.
Die Picunche bauten Mais, Kartoffeln und Kürbisse an. Allerdings war die Landwirtschaft nicht sehr intensiv ausgeprägt. Da die Picunche nicht militant waren, betrieben sie einen Tauschhandel mit den Städten in ihrer Gegend.
Neben der pflanzlichen Nahrung ernährten sie sich von Lamas und Guanakos, deren Felle dienten ihnen als Bekleidung.